# Richard Leißling

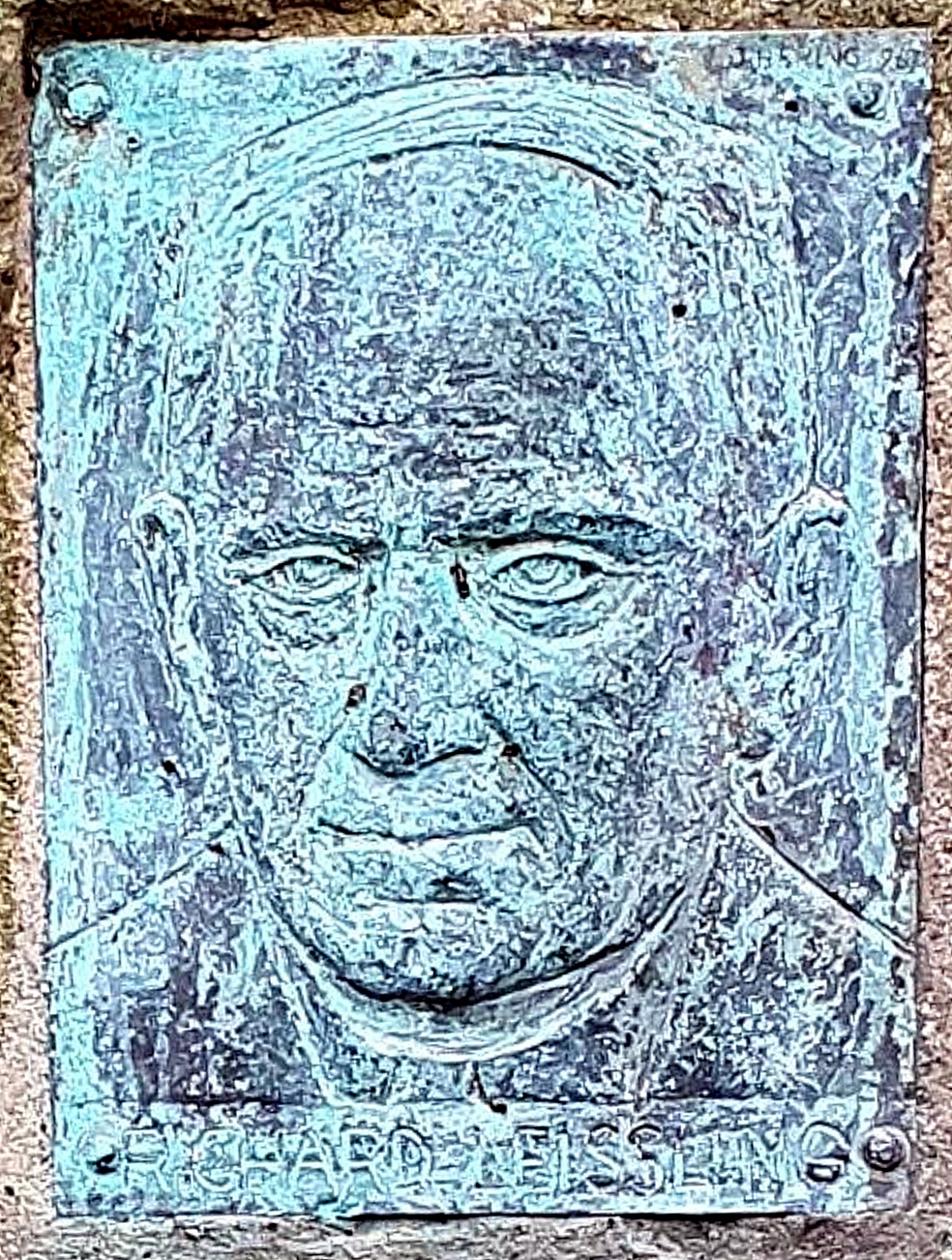
Richard Leißling (1878–1957)

Richard Leißling (* 10. Dezember 1878 in Markröhlitz; † 3. März 1957) war ein deutscher Lehrer, Biologe, Heimatforscher und Naturschutzbeauftragter.

## Leben
Richard Leißling wurde in Markröhlitz bei Weißenfels in der preußischen Provinz Sachsen als Sohn eines Lehrers geboren. Bereits in frühen Jugendjahren beschäftigte er sich mit biologischen Beobachtungen und begann sehr früh, die Natur zu lieben und zu schätzen. Nach dem Schulbesuch absolvierte er das Lehrerseminar in Weißenfels. Dort erhielt er Anregungen zu speziellen wissenschaftlichen Forschungsarbeiten wie der Untersuchung des Lebensraumes der Kleintiere im Bereich um Plön. Durch die Veröffentlichung seiner Forschungsergebnisse wurde er auch im Ausland, insbesondere in der damaligen Sowjetunion bekannt, woher er einige Widmungsschreiben von Forschern erhielt.
Nach dem Ersten Weltkrieg widmete er sich der Erforschung der Kleintierlebewelt in Zeitz und Umgebung. Die vom Zeitzer Oberlehrer Hüttig zusammengetragene Flora des Kreises Zeitz begann Richard Leißling zu überarbeiten und um 171 Arten zu erweitern. Von Hause aus Biologe zog er in seine Forschungen sowohl Geologe als auch Erkenntnisse der Volksmedizin in gleicher Weise ein. Er widmete sich dem Sammeln der Namen von Pflanzenarten im Volksmund und erfasste systematisch die Flurnamen seiner Heimat. Geologische Aufschlüsse untersuchte er genau so aufmerksam wie Ausschachtungs- und Straßenbauarbeiten sowie Bohrungen. Sofern etwas entdeckt wurde, hielt er dies schriftlich und durch eine Fotodokumentation fest. So konnte auf diese Weise durch seinen Hinweis die in Vergessenheit geratene Wallburg Posa wiederentdeckt und näher untersucht werden. Das kleine geologisch-biologische Heimatbuch erschien 1958 erst nach seinem Tod.
Als Lehrer entwarf er auch Vorschläge und Tipps für Wanderungen im Kollegenkreis sowie Lehrpfade.
Nachdem er in der Zeit des Nationalsozialismus gemaßregelt wurde, übernahm er 1945 als Dozent die Ausbildung von Neulehrern. In Zeitz gehörte der zu den Mitbegründern der LDPD und betätigte sich politisch aktiv im Antifa-Ausschuss. Erst im Alter von 73 Jahren schied Richard Leißling aus dem aktiven Schuldienst aus.

## Nachlass
Sein wissenschaftlicher Nachlass wurde der Stiftsbibliothek Zeitz, heute Bibliothek der Vereinigten Domstifter, übergeben. Abschriften seiner wichtigsten wissenschaftlichen Werke befinden sich in der Leopoldina in Halle/S.

## Ehrungen
- In Zeitz wurde anlässlich seines 100. Geburtstages 1978 eine Straße nach Richard Leißling benannt
- einer der Gedenksteine „Verdiente Zeitzer Bürger“ (Karte) an der Dr.Kurt-Floericke-Promenade ist ihm gewidmet
- Die Station Junger Naturforscher und Techniker am Wendischen Berg im Haus der Zeitzer Drahtseilbahn trug seinen Namen.[2]